# Волчиха (Владимирская область)
Волчиха — упразднённая в 1986 году деревня в Гороховецком районе Владимирской области России. На год упразднения входила в Фоминский сельсовет.
По состоянию на лето 2011 года от деревни остались фундаменты жилых домов и хозяйственных построек.

## География
Находилась на реке Ингирь в 3 км севернее села Свято.

## История
В прошлом деревня Волчиха входила в состав Святской волости Гороховецкого уезда Владимирской губернии. Население состояло из русских. В религиозном отношении жители д. Волчихи были староверами и принадлежали к Древлеправославной Церкви Христовой (в настоящее время Русская Православная старообрядческая Церковь).
В начале XX века в деревне была построена церковь во имя Казанской иконы Пресвятыя Богородицы. Настоятелем был иерей Евфимий Григорьевич Сидоров.
Упразднена Решением Владимирского облисполкома № 319 от 16.05.1986 как фактически не существующий населённый пункт.